# The Final Countdown Tour 1986: Live in Sweden - 20th Anniversary Edition
The Final Countdown Tour 1986: Live in Sweden - 20th Anniversary Edition è un DVD del gruppo svedese Europe, pubblicato il 4 ottobre 2006 e che celebra il ventennale del The Final Countdown Tour 1986.

## The Final Countdown Tour 1986
Il concerto tenutosi a Solna, in Svezia, ebbe la sua pubblicazione, in Giappone, già nel 1986, in VHS, ma non in maniera del tutto completa, ed una riedizione sia in CD che in DVD, tramite la Victor, nel 2004, subito dopo la reunion e la pubblicazione di "Rock The Night" - The Very Best of...
Nel DVD edito dalla Warner Bros. è presente invece una più completa scaletta del concerto, svoltosi il 26 maggio al Solnahallen, con altre esibizioni mancanti quali Wings of Tomorrow, Dance The Night Away ed un'ulteriore Reprise di The Final Countdown in chiusura. Inoltre il DVD si arricchisce con degli extra come alcune interviste rilasciate nel 2006, proprio per il 20º anniversario del tour e dell'uscita dell'album The Final Countdown, con alcune foto inedite dal The Final Countdown Tour, la biografia della band e uno speciale, girato durante la visita ai Polar Studios di Zurigo (Svizzera) dove fu registrato l'album che diede alla band il successo mondiale.

## Tracce
1. The Final Countdown
2. Wings of Tomorrow
3. Ninja
4. Carrie
5. On the Loose
6. Drum Solo
7. Cherokee
8. Time Has Come
9. Open Your Heart
10. Rock the Night
11. Stormwind
12. Dance the Night Away
13. The Final Countdown (Reprise)

### Bonus
- Interviste del 2006 alla band.
- Galleria fotografica con foto rare dal tour, contenenti l'estratto Where Men Won't Dare dalle sessioni di registrazione dell'album The Final Countdown.
- La band mentre rivisita gli studi dove fu registrato The Final Countdown.
- Biografia.

## Formazione
- Joey Tempest – voce
- John Norum – chitarre
- John Levén – basso
- Mic Michaeli – tastiere
- Ian Haugland – batteria